# 天主教阿斯卡波察爾科教區
天主教阿斯卡波察爾科教區是墨西哥一個於2019年9月28日成立的羅馬天主教教區，屬墨西哥城總教區。
教區負責管轄阿斯卡波察爾科區和古斯塔沃·A·馬德羅鎮部分範圍，2019年時有85萬教友（佔轄區總人口85.0%）。此外，教區於2019年時設59個堂區，由99位司鐸管理。現任教區主教為亞道夫·彌額爾·卡斯塔尼奧。